# Szuszwa
Szuszwa – rzeka na Litwie o długości 134 km. Rozpoczyna swój bieg w rejonie kielmskim. Powierzchnia zlewni wynosi 1165 km².